# Hypenodes
Hypenodes é um gênero de traça pertencente à família Arctiidae.